# Кекин, Алексей Леонтьевич
Алексей Леонтьевич Кекин (1838—1897) — русский предприниматель и меценат, купец первой гильдии, передавший средства городу Ростову, на которые была построена гимназия.

## Биография
Родился 7 (19) августа 1838 года в Ростовской родовой усадьбе на улице Покровской. Отец — Леонтий Фёдорович Кекин (? — 9.2.1868), мать — Любовь Ивановна Юрина (? — 1848).
Учился он всего полтора года, узнал основы счёта, письма, чтения, но после смерти матери был вынужден помогать отцу вести дела. В 1854 году он был послан отцом в Петербург по делам фирмы, где быстро восполнил пробелы домашнего образования, сдал экстерном экзамены за полный курс классической гимназии[какой?], овладел несколькими иностранными языками.
22 мая 1863 года в Петербурге Алексей Леонтьевич Кекин женился на Анне Ильиничне Дрябиной, дочери богатейшего Санкт-петербургского купца. В семье родилось двое сыновей: Максимилиан (04.03.1864 — 12.02.1885) и Фёдор (умер во младенчестве). В 1866 году А. Л. Кекин купил дом № 111 на Невском проспекте и стал постоянно жить в столице. После смерти отца и раздела имущества с братьями — Фёдором и Владимиром — он организовал собственное хлебное дело, стал торговать с заграницей, особенно удачно — с Англией. Быстро увеличив свой капитал, с 1873 года начал приобретать недвижимость: осташковское имение, гаваньскую дачу, лесные дачи в Новгородской губернии. Одновременно началась и его общественно-благотворительная деятельность. С 1869 года Алексей Леонтьевич — действительный старшина Демидовского дома призрения в Петербурге. «За благотворительное усердие» получил орден Св. Станислава III степени. В 1875 году по высочайшему соизволению он был назначен почётным попечителем Санкт-Петербургского учительского института и в этом звании состоял до самой своей кончины, заслужив на этом поприще орден Св. Владимира IV степени и чин статского советника.
В 1878 году им была основана Ростовская льняная мануфактура (Рольма) — крупное предприятие, обеспечившее работой сотни горожан и крестьян. Пожертвованные им различные предметы старины послужили основой для формирования в 1883 году в Ростовском кремле Музея церковных древностей. На деньги Кекина были восстановлены парадная церковь Иоанна Богослова и одна из башен Ростовского кремля.
В 1885 году, через месяц после скоропостижной смерти сына Максимилиана, А. Л. Кекин завещал в собственность городскому обществу города Ростова «всё благоприобретённое недвижимое и движимое имущество своё (земли, дома, поместья, леса и аренды), в том числе торговлю, производимую под фирмою „Кекин и Ко“, и денежный капитал».
В 1886 году был пущен водопровод, который строился для нужд Рольмы, но был отдан городу.

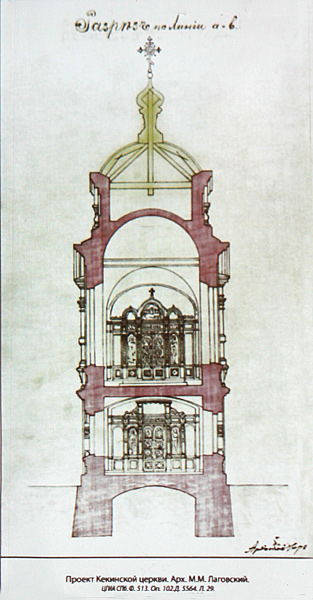
Храм сошествия Святого Духа

В 1887 году в память сына А. Л. Кекин построил на Митрофаньевском кладбище небольшую, двухэтажную каменную церковь (архитектор Михаил Михайлович Лаговский). Нижний храм был освящён во имя семи отроков Эфесских: Миксимилиана, Ексакустодиана (Константина), Иамвлиха, Мартиниана, Дионисия, Иоанна, Антонина 22 октября 1887 года, а верхний — во имя Святого Духа — 30 октября 1887 года.
В 1888 году он совершил путешествие в Италию, Палестину и Персию, после чего издал без указания имени автора подробное описание «Из С.-Петербурга в Рим, Бари, Неаполь, Александрию, Каир, Иерусалим, Константинополь и Батум».
На родовом кладбище в Варницкой слободе он построил храм во имя святых преподобного Паисия и мученика Уара, которому принято молиться о внезапно умерших. Здесь вскоре и сам он нашёл последний свой приют, хотя умер далеко от родных мест — в Ленкорани.

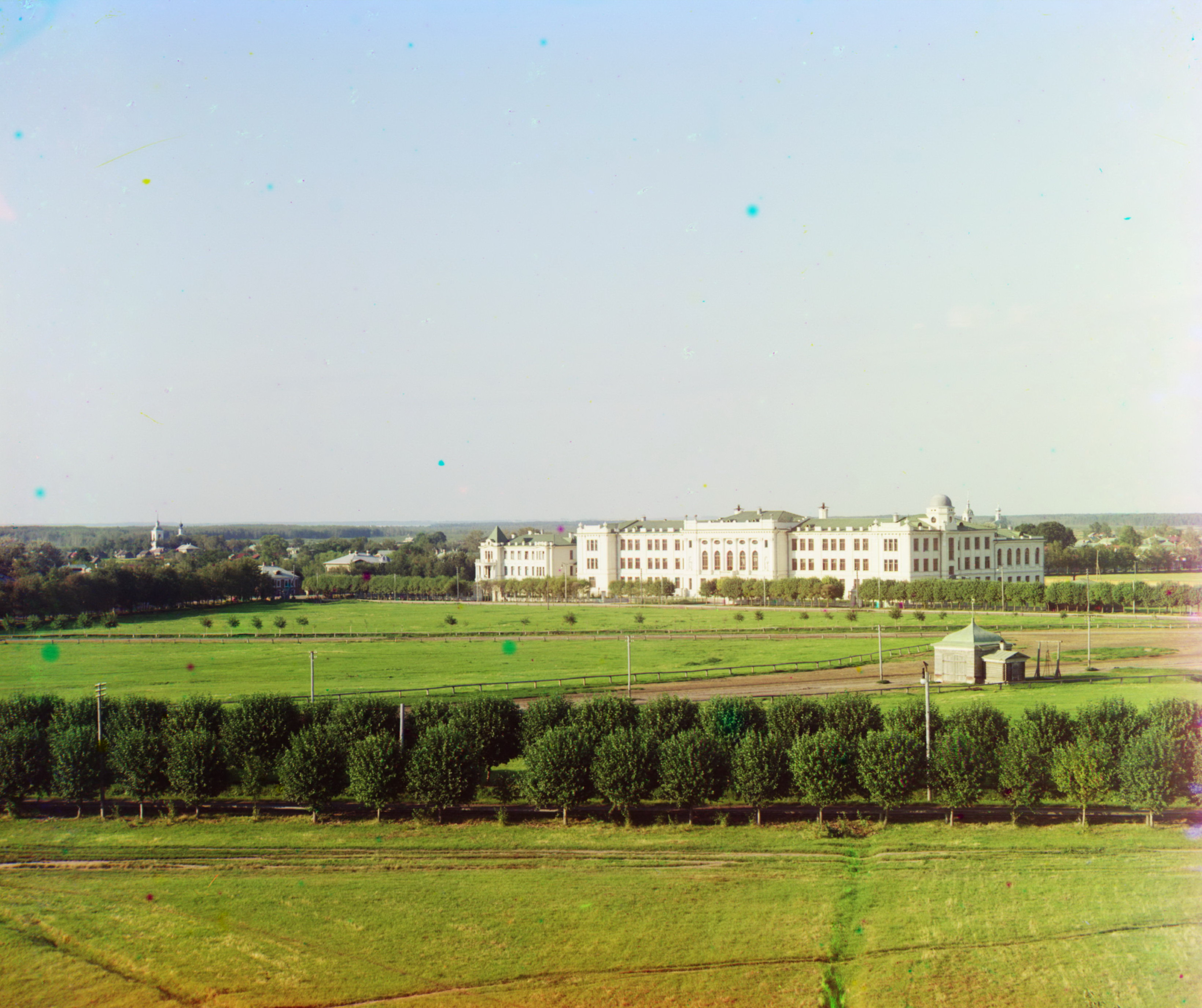
Гимназия им. Кекина в Ростове Великом (Ярославская область), 1910 г.

Оставив своё многомиллионное состояние родному городу, он завещал построить в Ростове гимназию, а при первой возможности — университет и железную дорогу до Петербурга. Ростовское общество во многом исполнило эту волю: в 1907 году была открыта гимназия, для которой в 1907—1910 годах по проекту архитектора П. А. Трубникова было возведено великолепное здание. Директором гимназии стал известный педагог, историк С. П. Моравский. С. П. Моравский и А. А. Титов должны были ехать в Санкт-Петербург для подачи документов о создании университета, но Февральская революция прервала окончательное претворение завещания в жизнь.